# سانت خئان دسپی
سانت خئان دسپی (به اسپانیایی: Sant Joan Despí) یک شهرستان در اسپانیا است که در استان بارسلون واقع شده‌است.

## خصوصیات
سانت خئان دسپی ۵٫۶۳ کیلومترمربع مساحت و ۳۱٬۴۳۸ نفر جمعیت دارد و ۱۰ متر بالاتر از سطح دریا واقع شده‌است.